# Ignasi de Loiola
Ignasi de Loiola (nascut Iñigo López de Oñaz y Loyola; basc: Ignazio Loiolakoa; castellà: Ignacio de Loyola; llatí: Ignatius de Loyola; c. 23 d'octubre de 1491 - 31 de juliol de 1556), venerat com Sant Ignasi de Loiola, va ser un sacerdot i teòleg catòlic basc que, juntament amb Pierre Favre i Francesc Xavier, van fundar l'orde religiós anomenat la Companyia de Jesús (Jesuïtes) i es va convertir en el seu primer superior general a París el 1541. L'orde dels jesuïtes es dedica a l'ensenyament i al treball missioner. Els seus membres estan obligats per un (quart) vot especial d’obediència al sobirà pontífex a estar a punt per complir missions papals especials. La societat va tenir un paper important durant la Contrareforma.
Ignasi va ser assenyalat com un inspirat director espiritual. Va registrar el seu mètode en un famós tractat anomenat Exercicis espirituals, un senzill conjunt de meditacions, oracions i altres exercicis mentals, publicat per primera vegada el 1548. Es coneix com a "espiritualitat ignasiana".
Ignasi va ser beatificat el 1609 i canonitzat, rebent el títol de sant el 12 de març de 1622. La seva festa se celebra el 31 de juliol. És el patró de les províncies basques de Guipúscoa i Biscaia, així com de la Companyia de Jesús. El papa Pius XI el va declarar patró de totes les retirades espirituals el 1922. Ignasi també és el principal patró dels soldats.

## Biografia

### Primers anys

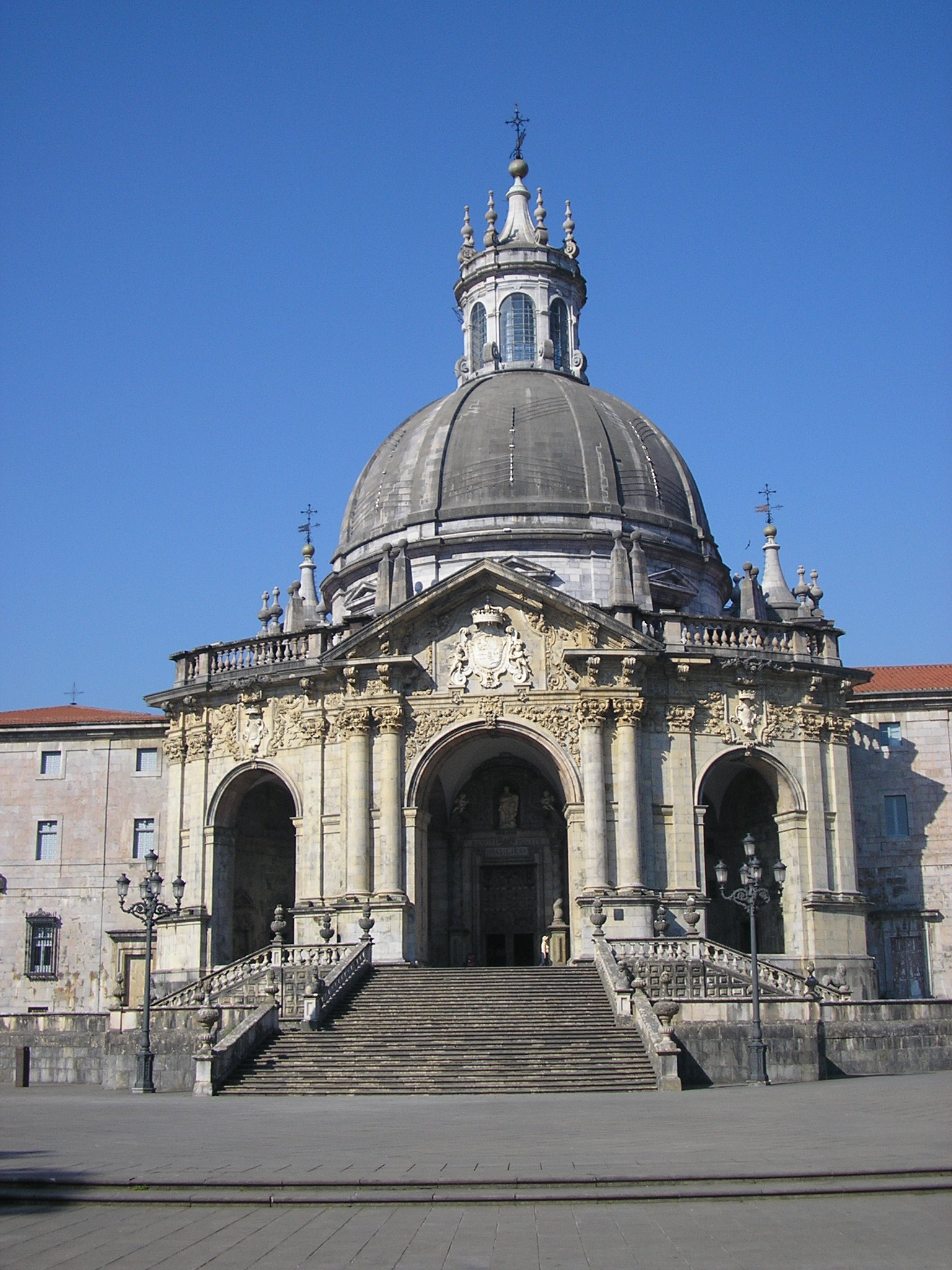
Santuari de Loiola, a Azpeitia, construït sobre la casa natal d'Ignasi

Íñigo López de Loyola (més completament, de Oñaz y Loyola; a vegades erròniament anomenat de Recalde) va néixer al municipi d'Azpeitia al castell de Loiola, a l'actual Gipuzkoa. Era el més petit de tretze nens. Els seus pares es deien Don Beltrán i Doña Marina. La seva mare va morir poc després del seu naixement, i va ser posat a càrrec de María de Garín, l'esposa del ferrer local, que el va criar.
Va ser batejat Íñigo, derivat de Sant Enec (Innicus) (basc: Eneko; castellà: Íñigo), abat d'Oña, i un afectuós nom diminutiu basc medieval que significa "el meu petit". No és clar quan va començar a utilitzar el nom llatí "Ignasi" en lloc del seu nom de bateig "Íñigo"". L'historiador Gabriel María Verd diu que Íñigo no tenia intenció de canviar el seu nom, sinó que va adoptar un nom que creia que era una simple variant pròpia, per utilitzar-lo a França i Itàlia car, com ell mateix deia, «per ser més comú a les altres nacions» o «per ser més universal». on s'entenia millor. Íñigo va adoptar el cognom "de Loyola" en referència al poble basc de Loiola on va néixer.

### Carrera militar

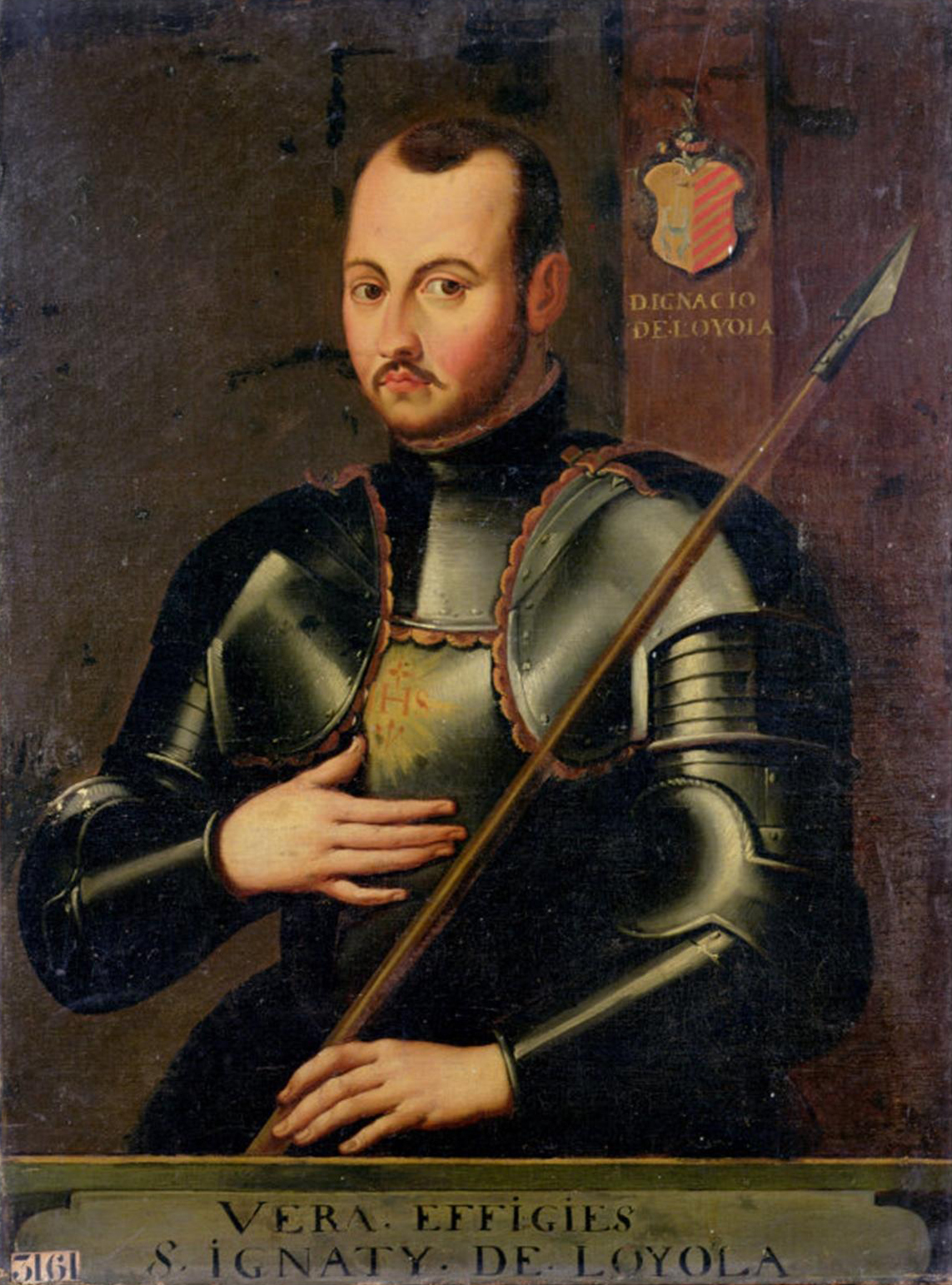
Ignasi amb armadura, en una pintura del segle XVI

De nen Íñigo es va convertir en patge al servei d'un familiar, Velázquez de Cuéllar, tresorer (contador major) del regne de Castella.
De jove, Íñigo estava interessat en els exercicis militars i el desig de fama el conduïa. Va emmarcar la seva vida al voltant de les històries d'El Cid, els cavallers de Camelot i la Cançó de Roland. Es va unir a l'exèrcit als disset anys i, segons un biògraf, es va estirar "amb la capa oberta per revelar la seva mànega ajustada i les botes; una espasa i una daga a la cintura". Segons un altre, ell era "bon vestit, ballarí expert, aficionat a la dona, sensible a l'insult i un espadat punyent que va utilitzar el seu estatus privilegiat per fugir del processament per delictes violents comesos amb el seu germà sacerdot a temps de carnaval".
El 1509, amb 18 anys, Íñigo va prendre les armes per a Antonio Manrique de Lara, 2n duc de Nájera. Les seves qualitats de diplomàcia i lideratge li van valer el títol de "gentilhome", i el van fer molt útil per al duc.
Sota la direcció del duc, Íñigo va participar en moltes batalles sense ferides. Tanmateix, a la batalla de Pamplona del 20 de maig de 1521, va resultar greument ferit quan una expedició franco-navarresa va assaltar la fortalesa de Pamplona i una bala de canó que va fer un rebot contra un mur proper, li va trencar la cama dreta. Íñigo va ser retornat al castell del seu pare a Loyola, on, en una època anterior als anestèsics, es va sotmetre a diverses operacions quirúrgiques per reparar la cama, amb els ossos posats i trencats. Al final, les operacions van deixar la cama dreta més curta que l'altra. Seria coix la resta de la seva vida, amb la seva carrera militar acabada.

### Conversió i visions religioses

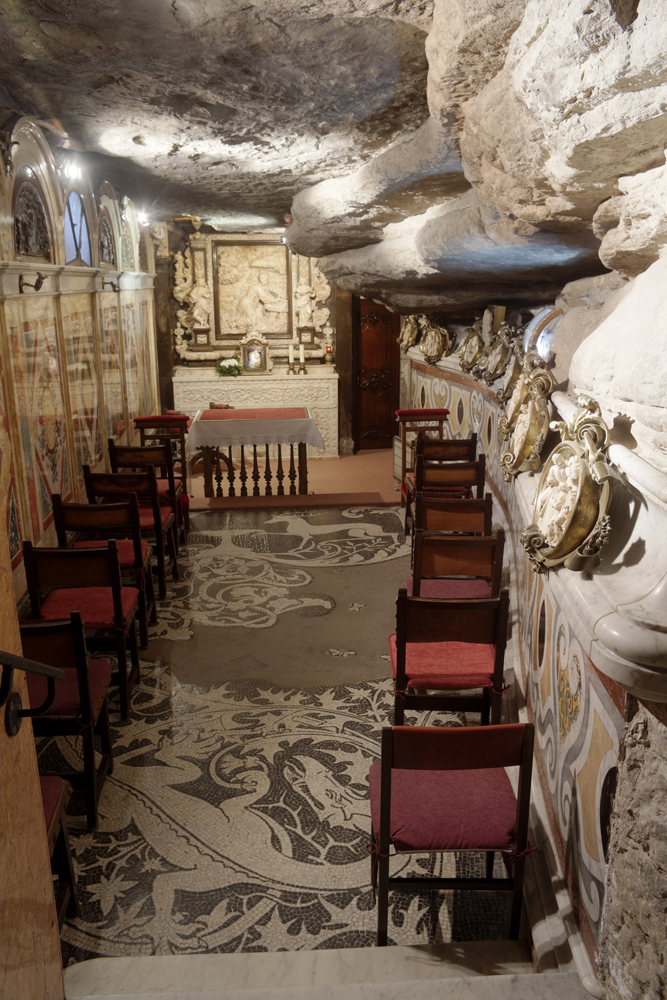
Manresa, capella de la cova de Sant Ignasi on Ignasi va practicar l'ascetisme i va concebre els seus Exercicis espirituals

Mentre es recuperava de la cirurgia, Íñigo va experimentar una conversió espiritual i va discernir una crida a la vida religiosa. La seva estimada cunyada, Magdalena d'Araoz, va optar per portar-li textos per llegir que sabia que l'ajudarien a trobar-se amb el Déu viu, mentre es recuperava. Com que els romanços cavallerescos que li agradaven llegir no estaven disponibles al castell, va venir a llegir textos religiosos sobre la vida de Jesús i sobre la vida dels sants.
L'obra religiosa que més li va cridar l'atenció va ser la De Vita Christi de Ludolph de Saxònia. Aquest llibre influiria tota la seva vida, inspirant-lo a dedicar-se a Déu i a seguir l'exemple de Francesc d'Assís i d'altres grans monjos. També va inspirar el seu mètode de meditació, ja que Ludolph proposa que el lector se situés mentalment a l'escena de la història de l'Evangeli, visualitzant el pessebre al Naixement, etc. Aquest tipus de meditació, coneguda com a simple contemplació, va ser la base del mètode que sant Ignasi promouria en els seus Exercicis espirituals.

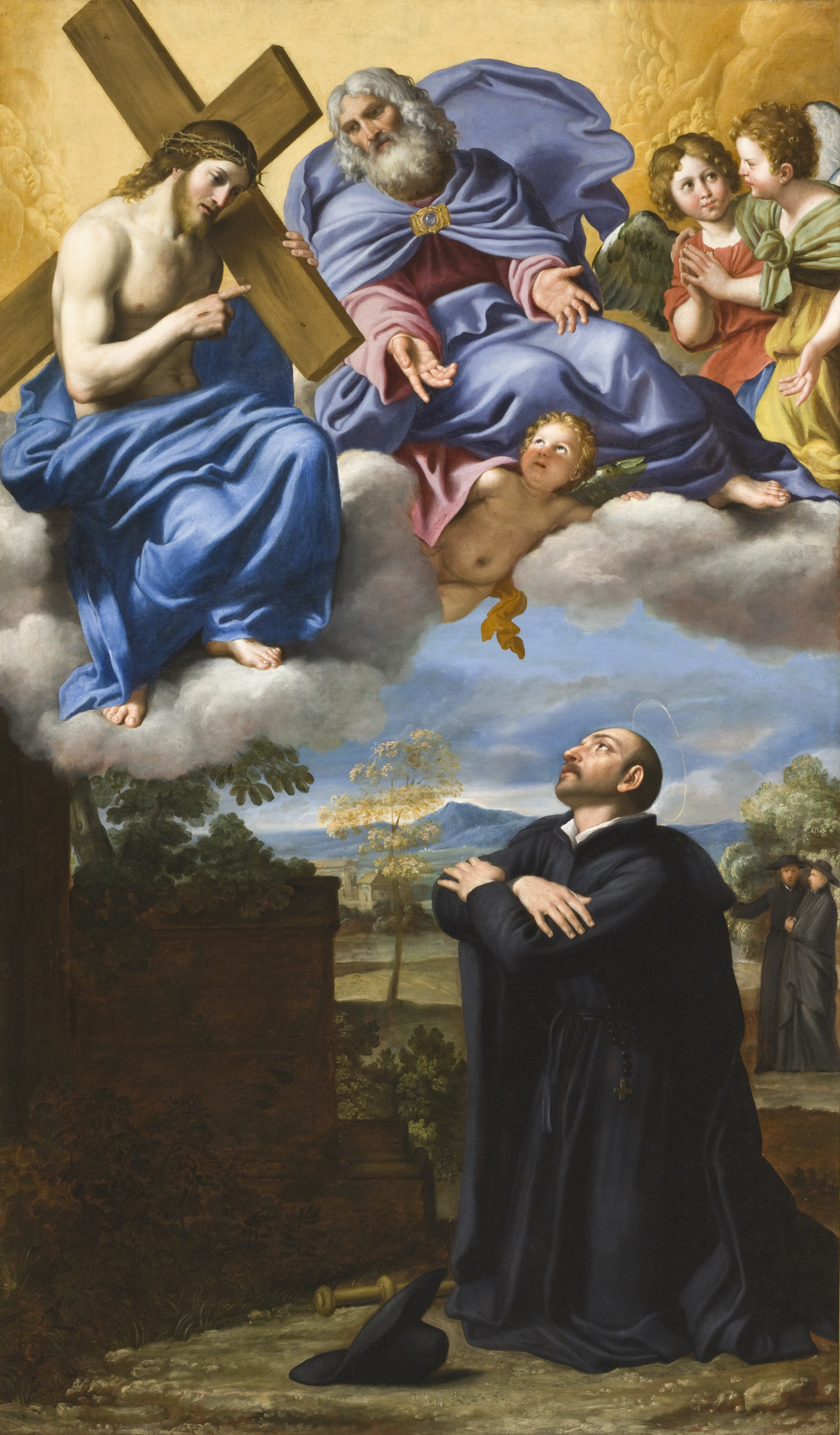
Visió de Sant Ignasi de Loyola sobre Crist i Déu Pare a La Storta de Domenichino

A banda de somiar amb imitar els sants en les seves lectures, Íñigo encara perdia la ment sobre què "faria al servei del seu rei i en honor de la dama reial de la qual estava enamorat". Amb prudència, va arribar a adonar-se de l'efecte posterior de tots dos tipus de somnis. Va experimentar una desolació i una insatisfacció quan es va acabar el somni d'heroisme romàntic, però, el somni sant va acabar amb molta alegria i pau. Va ser la primera vegada que va aprendre sobre el discerniment.
Després de recuperar-se prou per tornar a caminar, Íñigo va decidir iniciar un pelegrinatge a Terra Santa per "besar la terra per on havia caminat el nostre Senyor", i fer penitències més estrictes. Va pensar que el seu pla estava confirmat per una visió de la Mare de Déu i del nen Jesús que va experimentar una nit, cosa que li va resultar en un gran consol. El març de 1522 va visitar el monestir benedictí de Santa Maria de Montserrat. Allà, va examinar detingudament els seus pecats passats, va confessar, va donar la seva roba fina als pobres que va conèixer, va portar una "roba de tela de sac" i després va penjar l'espasa i el punyal a l'altar de la Mare de Déu durant una vetlla nocturna al santuari la nit del 24 al 25 de març de 1522.
Des de Montserrat es va dirigir cap a la propera ciutat de Manresa, on va viure durant aproximadament un any, demanant almoina i, finalment, fent tasques a un hospital local a canvi de menjar i allotjament. Sembla que la seva estada a Manresa és deguda que la ciutat de Barcelona, des d'on volia embarcar, es trobava tancada per por de la pesta que assolava la regió. Durant diversos mesos va passar bona part del seu temps pregant en una cova propera on va practicar un ascetisme rigorós, pregant durant set hores al dia i formulant els fonaments dels seus exercicis espirituals.
Íñigo també va viure una sèrie de visions a plena llum del dia mentre estava a l'hospital. Aquestes visions repetitives van aparèixer com "una forma a l'aire propera a ell i aquesta forma li va donar molt de consol perquè era molt bella ... d'alguna manera semblava tenir la forma d'una serp i tenia moltes coses que brillaven com els ulls, però no eren ulls. Va rebre molta delícia i consol en veure aquest objecte ... però quan l'objecte va desaparèixer va quedar desconsolat". Va arribar a interpretar aquesta visió com a naturalesa diabòlica.

### Pelegrí a Terra Santa
Finalment es va embarcar a Barcelona el 18 de febrer de 1523, va passar la Pasqua a Roma, va prendre una altra nau a Venècia amb rumb a Xipre i d'allà es va traslladar a Jaffa, arribant el 25 d'agost per dirigir-se a Jerusalem. El setembre de 1523, Íñigo va peregrinar a Terra Santa amb l'objectiu d'instal·lar-s'hi. Va romandre allà del 3 al 23 de setembre, però va ser enviat de tornada a Europa pels franciscans.

### Període d'estudis
Va tornar a Barcelona i als trenta-tres anys va assistir a una escola pública gratuïta per preparar-se per a l'accés a la universitat, estudiant gramàtica a l'escola del mestre Jeroni Ardèvol, adscrita a la universitat. Va continuar a la Universitat d'Alcalá, on va estudiar teologia, lògica, física i llatí des de març de 1524 fins a juny de 1527.
Allà es va trobar amb diverses dones devotes que havien estat cridades abans per la Inquisició. Aquestes dones eren considerades alumbrados (Illuminati), un grup relacionat en el seu zel i espiritualitat amb les reformes franciscanes, però havien incorregut en una creixent sospita dels administradors de la Inquisició. Una vegada, quan Íñigo predicava al carrer, tres d'aquestes dones devotes van començar a experimentar estats extàtics. "Un va caure sense sentit, un altre de vegades va rodar per terra, un altre s'havia vist agafat per convulsions o estremir-se i suar d'angoixa". La sospitosa activitat es va produir mentre Íñigo havia predicat sense llicenciatura en teologia. Com a resultat, la Inquisició el va destinar a un interrogatori, però posteriorment va ser alliberat. En sortir de la presó viatja a Salamanca, on continua els estudis. Però novament se'l processa i se li prohibeix predicar i ensenyar matèries teològiques per no haver fet suficients estudis. Ignasi decideix marxar el febrer de 1528 a París.
Després d'aquestes arriscades activitats, Íñigo (llavors ja Ignatius) es va traslladar a França per estudiar a la Universitat de París. Va assistir primer a l'ascètic Collège de Montaigu, passant al Collège Sainte-Barbe per estudiar un mestratge. El 14 de març de 1535, a l'edat de quaranta-tres anys, esdevé el "Mestre Ignasi de Loiola, de la diòcesi de Pamplona" per la Universitat de París.
Va arribar a França en un moment de turbulències antiprotestants que havien obligat Joan Calví a fugir de França. Poc després, Ignasi havia reunit al seu voltant sis companys, tots ells companys d'estudis de la Universitat. Van ser els espanyols Alfonso Salmerón, Diego Laínez, i Nicolas Bobadilla, el portuguès Simão Rodrigues, el basc Francesc Xavier i el savoià Pierre Favre, els dos últims convertint-se en els seus primers companys, i el seus associats més propers a la fundació del futur orde jesuïta.
"El matí del 15 d'agost de 1534, a la capella de l'església de Sant Pere, a Montmartre, Loyola i els seus sis companys, dels quals només un era sacerdot, es van reunir i van assumir els vots solemnes del seu treball de tota la vida." Posteriorment, se'ls uniria Francesc de Borja, membre de la Casa de Borgia, que era el principal ajudant de l'emperador Carles V, i altres nobles. El 1534 a Montmartre, amb un grup de companys, feu vot d'anar a Terra Santa, i decidí que si això no era possible dintre un termini fixat, es posaria a les ordres del Papa. El 1537, Ignasi de Loiola és ordenat sacerdot a Venècia, des d'on es trasllada a Roma, on celebra la seva primera missa a la basílica de Santa Maria la Major la nit de Nadal de 1538.

### Fundació de la Companyia de Jesús

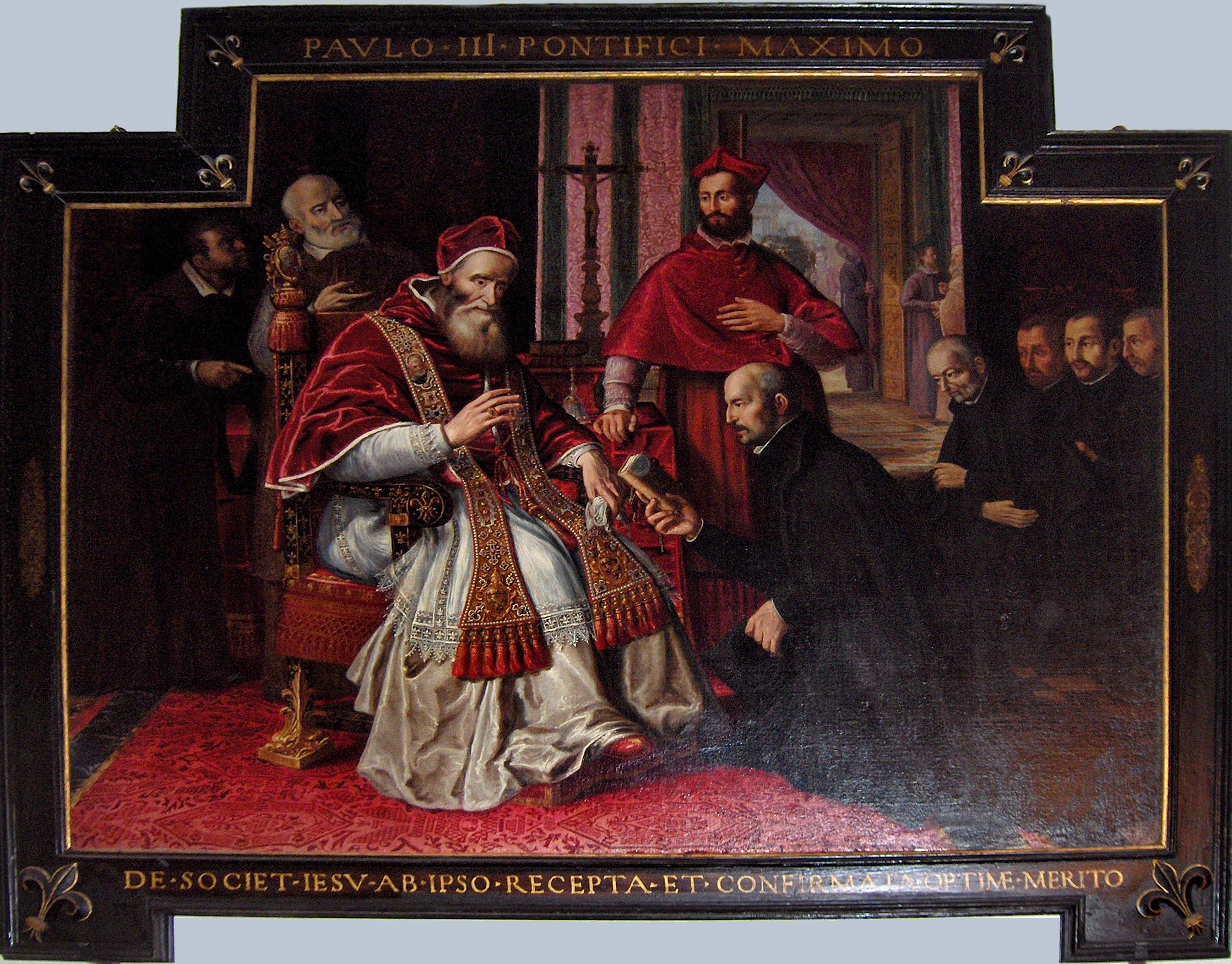
"El Papa Pau III aprova la Companyia de Jesús". Pîntura anònima a la sagristia de l'església del Gesú a Roma

El 1539, amb Pere Faber i Francesc Xavier, Ignasi va formar la Companyia de Jesús, que va ser aprovada el 27 de setembre de 1540 pel papa Pau III, mitjançant la butlla Regimini militantis Ecclesiae. El 19 de juny de 1541 fou escollit com a primer Superior General de l'orde i investit pel títol de "Pare General" pels jesuïtes. El 22 d'abril de 1541 faria la professió a la basílica de Sant Pau Extramurs.
Ignasi va enviar els seus companys en missions a tot Europa per crear escoles, col·legis i seminaris. Juan de Vega, aleshores ambaixador de l'emperador Carles V a Roma, hi va conèixer Ignasi i després de tenir una bona impressió dels jesuïtes, els va convidar a viatjar amb ell al seu nou nomenament com a virrei de Sicília. Com a resultat, es va obrir un col·legi jesuïta a Messina, que va resultar un èxit, de manera que les seves regles i mètodes es van copiar posteriorment en els col·legis posteriors. En una carta a Francesc Xavier abans de la seva marxa a l'Índia el 1541, Ignasi va utilitzar famosament la frase llatina "Ite, inflamate omnia", que significava "Vés, posa el foc al món", una frase usada en l'orde dels jesuïtes encara avui.
El 1548 Ignasi va ser convocat davant la Inquisició romana perquè examinés el seu llibre d'Exercicis espirituals. Finalment va ser alliberat i el llibre va rebre el permís papal per imprimir. En la seva forma publicada, es pretenia que els exercicis duressin durant un període de 28 a 30 dies.
Amb l'assistència del seu secretari personal, Juan Alfonso de Polanco, Ignasi va escriure les Constitucions dels jesuïtes, que es van adoptar el 1553. Van crear una organització centralitzada de l'orde, i van subratllar l'autonegació absoluta i l'obediència al Papa i als superiors de la jerarquia de l'Església. Això es va resumir en el lema perinde ac cadaver - "com si fos un cos mort", que significa que un jesuïta hauria d'estar tan buit d'ego com ho és un cadàver. No obstant això, el principi general dels jesuïtes es va convertir en: Ad maiorem Dei gloriam ("A la major glòria de Déu"). A partir d'aquest moment Ignasi de Loiola viurà permanentment a Roma.
Durant els anys 1553–1555, Ignasi va dictar la seva autobiografia ("Autobiografía de San Ignacio de Loyola" a Wikisource en castellà) al seu secretari, el pare Gonçalves da Câmara. S'ha convertit en un acompanyant dels seus Exercicis espirituals. Havia estat guardat als arxius de l'orde dels jesuïtes durant uns 150 anys, abans que els bolandistes publiquessin el text a Acta Sanctorum
De primer, pensava només de dedicar-se a la predicació, en pobresa, i a les obres de caritat corporal. Però les seves experiències pedagògiques de la universitat de Gandia (fundada per Francesc de Borja el 1545) i del col·legi de Messina (establert el 1548, per Jeroni Nadal), emmenà Ignasi de Loiola a incloure l'ensenyament entre les tasques pròpies del nou orde religiós.

### Mort

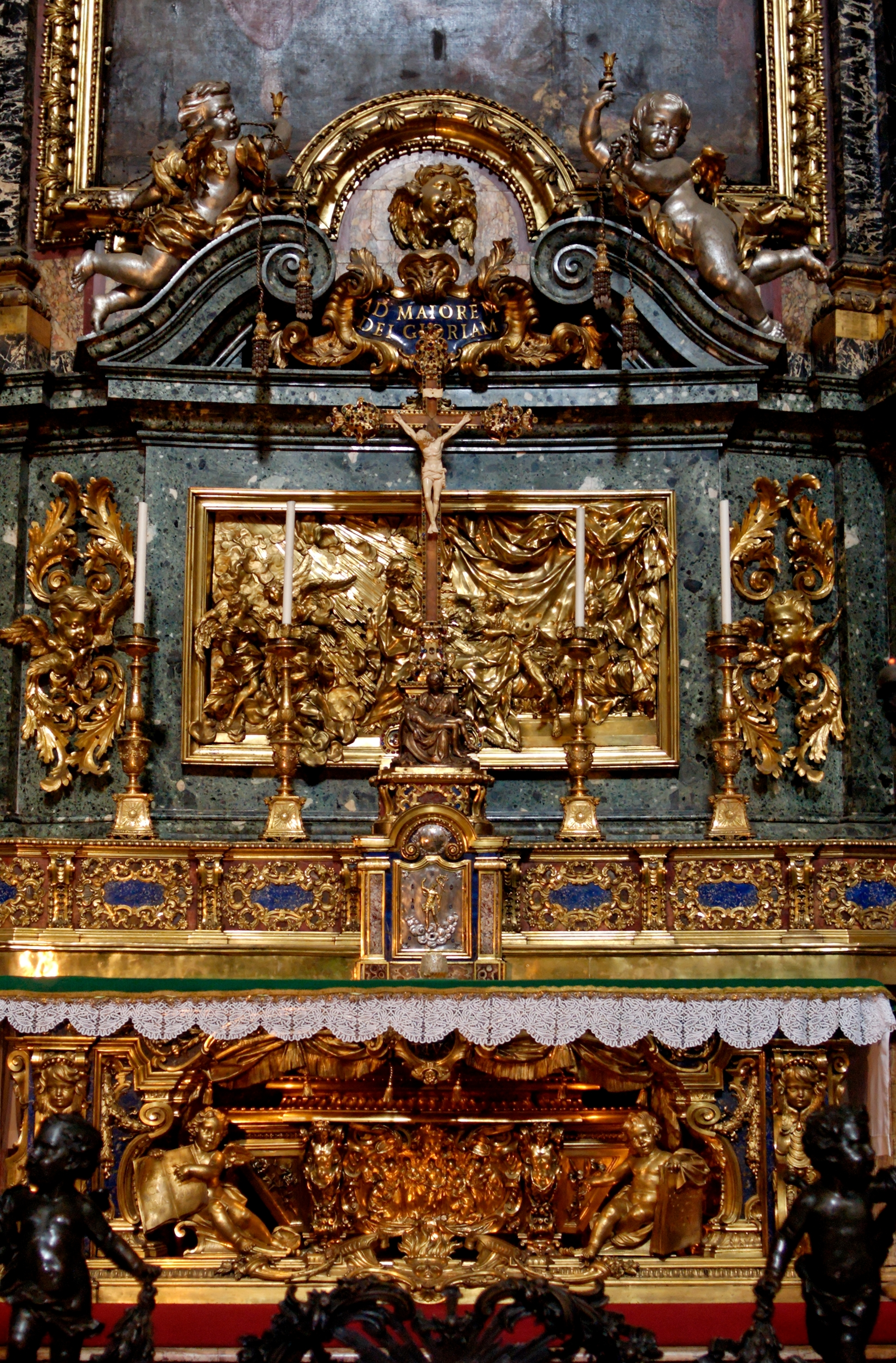
Altar i tomba del sant al Gesù de Roma

Ignasi va morir a Roma el 31 de juliol de 1556, probablement de la "febre romana", una variant severa de la malària que va ser endèmica a Roma al llarg de la història medieval. Una autòpsia va revelar que també tenia càlculs renals i de la bufeta, una causa probable dels dolors abdominals que va patir als darrers anys. El seu cos va ser vestit amb les seves robes sacerdotals i es va col·locar en un fèretre de fusta i va ser enterrat a la cripta de l'església Maria della Strada l'1 d'agost de 1556. El 1568 l'església va ser enderrocada i substituïda per l'església del Gesù. Les restes d'Ignasi van ser reinterrades a la nova església en un nou fèretre.

## Veneració
Ignasi va ser beatificat pel papa Pau V el 27 de juliol de 1609 i canonitzat pel papa Gregori XV el 12 de març de 1622.
La seva festa se celebra anualment el 31 de juliol, dia en què va morir.
És venerat com el patró dels soldats catòlics, l'ordinariat militar de les Filipines, l'arquebisbat de Baltimore, del bisbat de San Sebastián; de Bilbao, de les províncies de Biscaia i Gipuzkoa; a Anvers, Belo Horizonte i Junín.

## Iconografia
Se'l representa vestit amb sotana negra i mantell. També se'l veu representat amb robes sacerdotals, casulla i estola, sotana, ferraiolo i birreta.
La seva fesomia és la d'un home d'estatura mitjana, amb entrades al cabell i barba curta
D'entre els diversos atributs que l'acompanyen destaca un disc solar amb el cristograma IHS al centre, derivat del que es troba a la portada del seu llibre d'Exercicis Espirituals (1553). També pot portar un llibre amb la inscripció "Ad maiorem Dei gloriam" (o bé el corresponent anagrama AMDG). el crucifix i el rosari.
Obresː
- Els miracles de Sant Ignasi de Loiola, de Peter Paul Rubens (Kunsthistorisches Museum de Viena) 1617-18,[62]
- Relleu del Rapte de Sant Ignasi, de Joan Grau 1666 (Santa Cova de Manresa)
- Conjunt pictòric del sostre de l'església de Sant Ignasi a Roma, d'Andrea Pozzo (despés de 1685)
- Sant Ignasi de Loiola, escultura atribuïda a Andreu Sala a la façana de l'església de Betlem de Barcelona, 1690
- Sant Ignasi, pintura sobre tela, s. 17 (Museu del barroc de Catalunya, Manresa)
- Conjunt de 8 relleus d'alabastre representant episodis del pas de Sant Ignasi per Catalunya, s. 18 (Museu del barroc de Catalunya, Manresa)
- Sant Ignasi pelegrí, pintura de Montserrat Gudiol, 1991 (Santa Cova de Manresa)

## Llegat
Nombroses institucions d'arreu del món reben el seu nom (vegeu Loyola Education). La principal és la basílica de Sant Ignasi de Loiola, construïda al costat de la casa on va néixer a Azpeitia, al País Basc. La casa en si, ara museu, forma part del complex basílica.
El 1671, la missió a St. Ignace (Michigan) va ser nomenada en honor seu pel pare Jacques Marquette.
El 1852, la Universitat Loyola de Maryland va ser la primera universitat dels Estats Units a portar el seu nom.
El 1949 va ser objecte d'una pel·lícula biogràfica espanyola El capità de Loyola protagonitzada per Rafael Durán en el paper d'Ignasi.
El 2016 va ser objecte d'una pel·lícula filipina Ignacio de Loyola en la qual va ser retratat per Andreas Muñoz.
Ignasi de Loiola és recordat a l'Església d'Anglaterra amb una commemoració el 31 de juliol.

## ElsExercicis espirituals
Els Exercicis espirituals resumeixen l'aprofundiment en la fe de Sant Ignasi. S'usen en el noviciat dels jesuïtes i per part per molts catòlics en recés espiritual. Durant aquestes estades, els creients s'allunyen de la seva vida quotidiana i estan en un règim de silenci i meditació, llegint l'obra i debatent-la al final de dia en el grup o amb un director espiritual.

## Genealogia

Escut original dels Oñaz-Loyola.

### Escut dels Oñaz-Loyola
L'escut d'Oñaz-Loyola és un símbol del llinatge de la família d'Ignasi, els Oñaz, i és utilitzat per moltes institucions jesuïtes de tot el món. Com que els colors oficials de la família Loyola són marró i daurat, l'escut dels Oñaz consta de set barres marrons que van en diagonal des de la part superior esquerra fins a la part inferior dreta sobre un camp daurat. Les bandes van ser concedides pel rei d'Espanya a cadascun dels germans Oñaz, en reconeixement de la seva valentia en la batalla. L'escut Loyola presenta un parell de llops grisos rampants flanquejant cada costat d'una olla. El llop era un símbol de noblesa, mentre que tot el disseny representava la generositat de la família cap als seus seguidors militars. Segons la llegenda, els llops en tenien prou per celebrar quan els soldats havien menjat. Tots dos escuts es van combinar com a resultat del matrimoni entre les dues famílies el 1261.

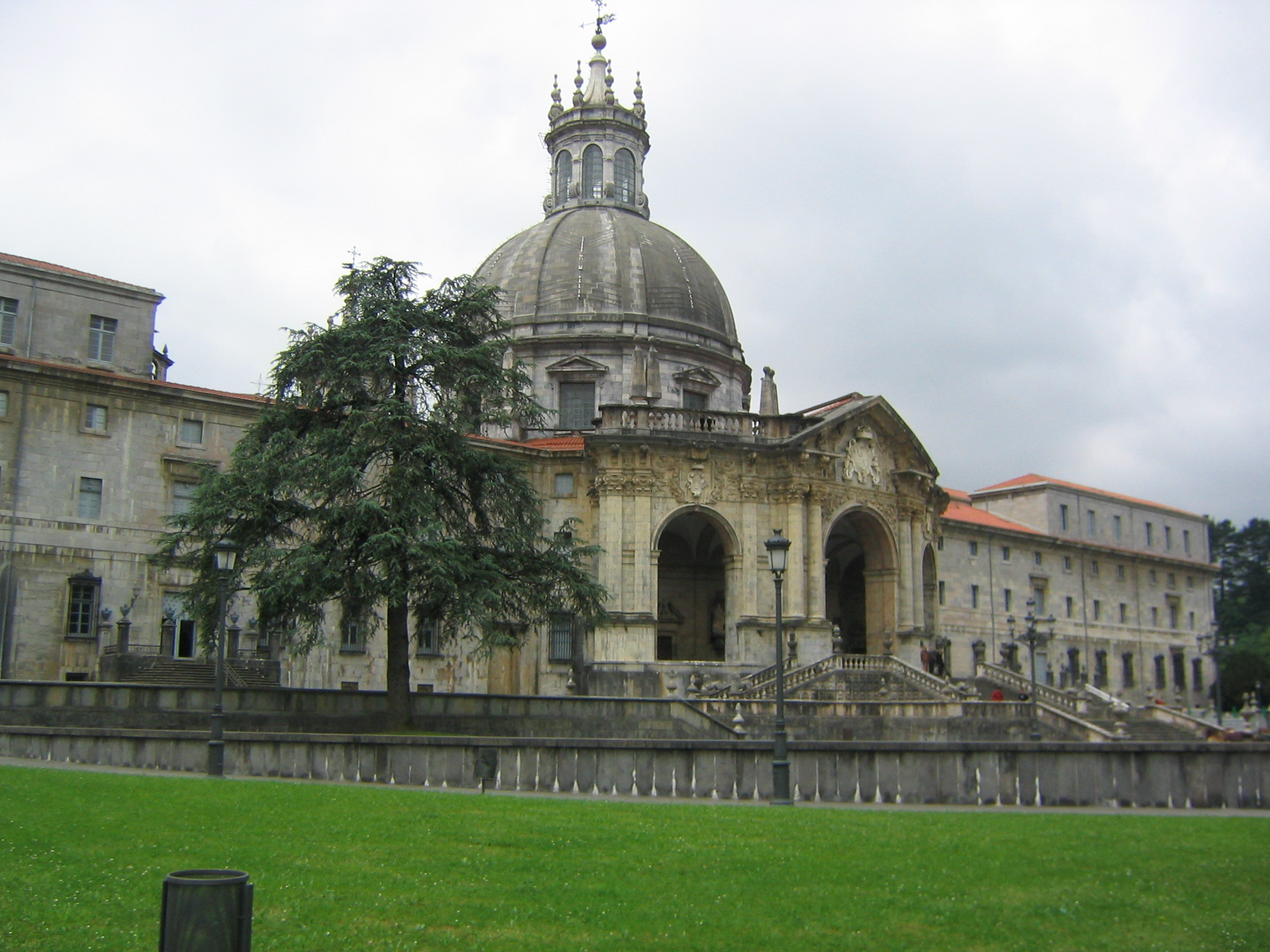
Santuari de Loiola, construït al voltant de la casa natal del sant
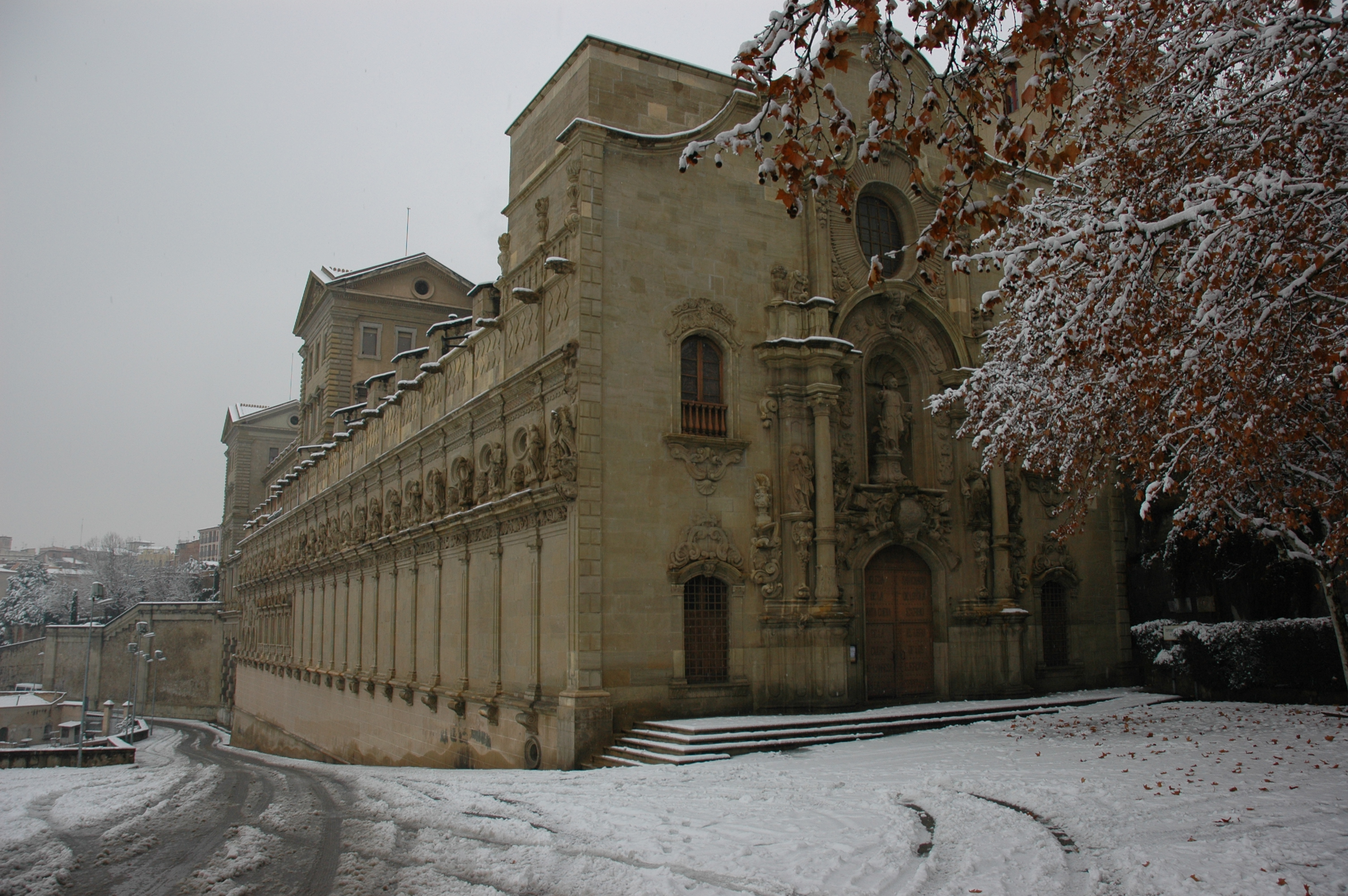
Cova de Sant Ignasi, a Manresa, església barroca i casa d'exercicis espirituals
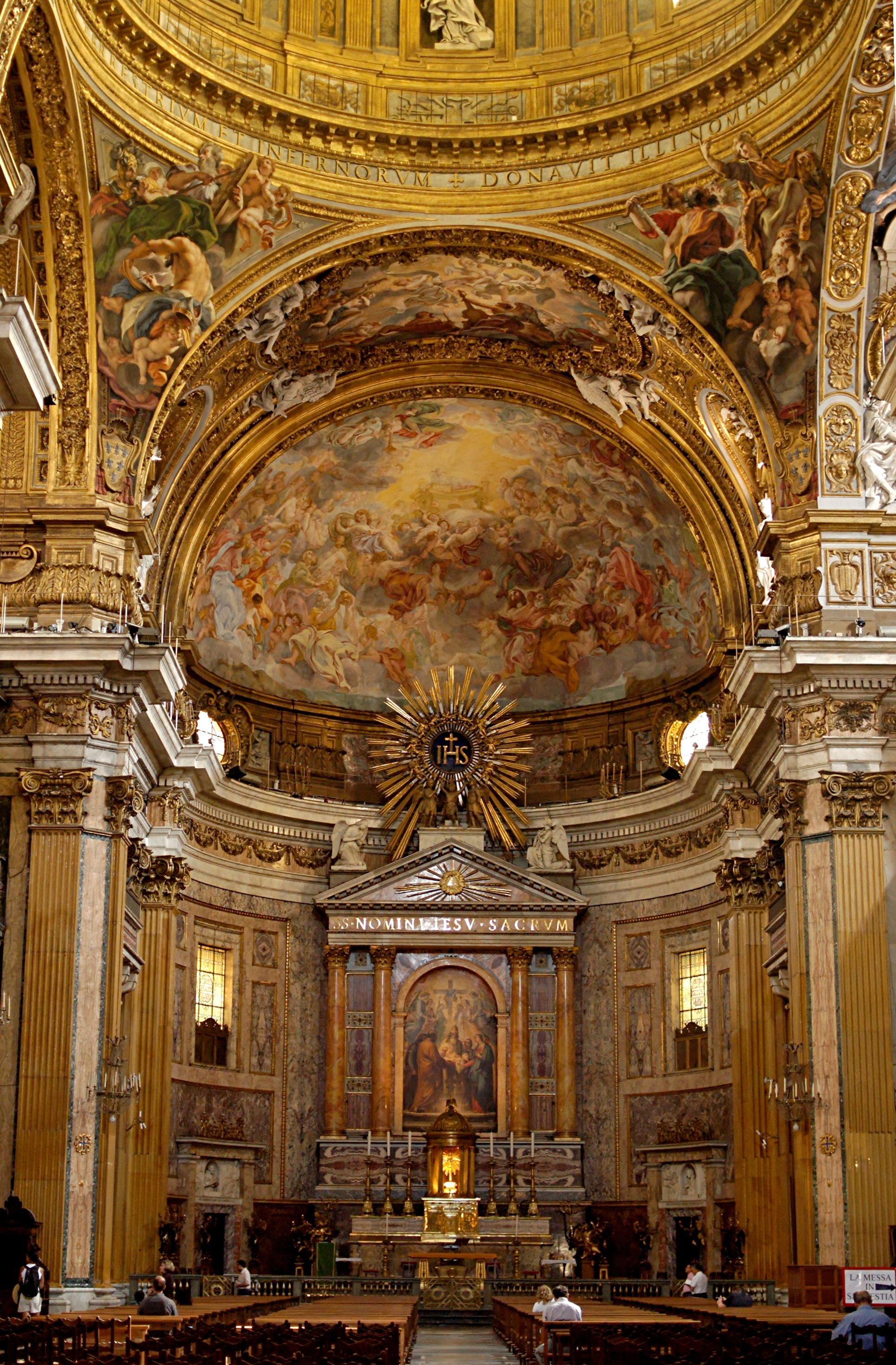
Església del Gesù (Roma), casa mare dels jesuïtes i lloc d'enterrament del sant
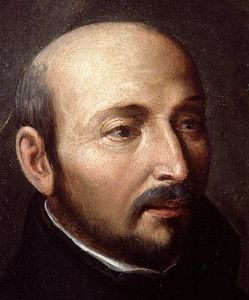
Retrat anònim del s. XVI
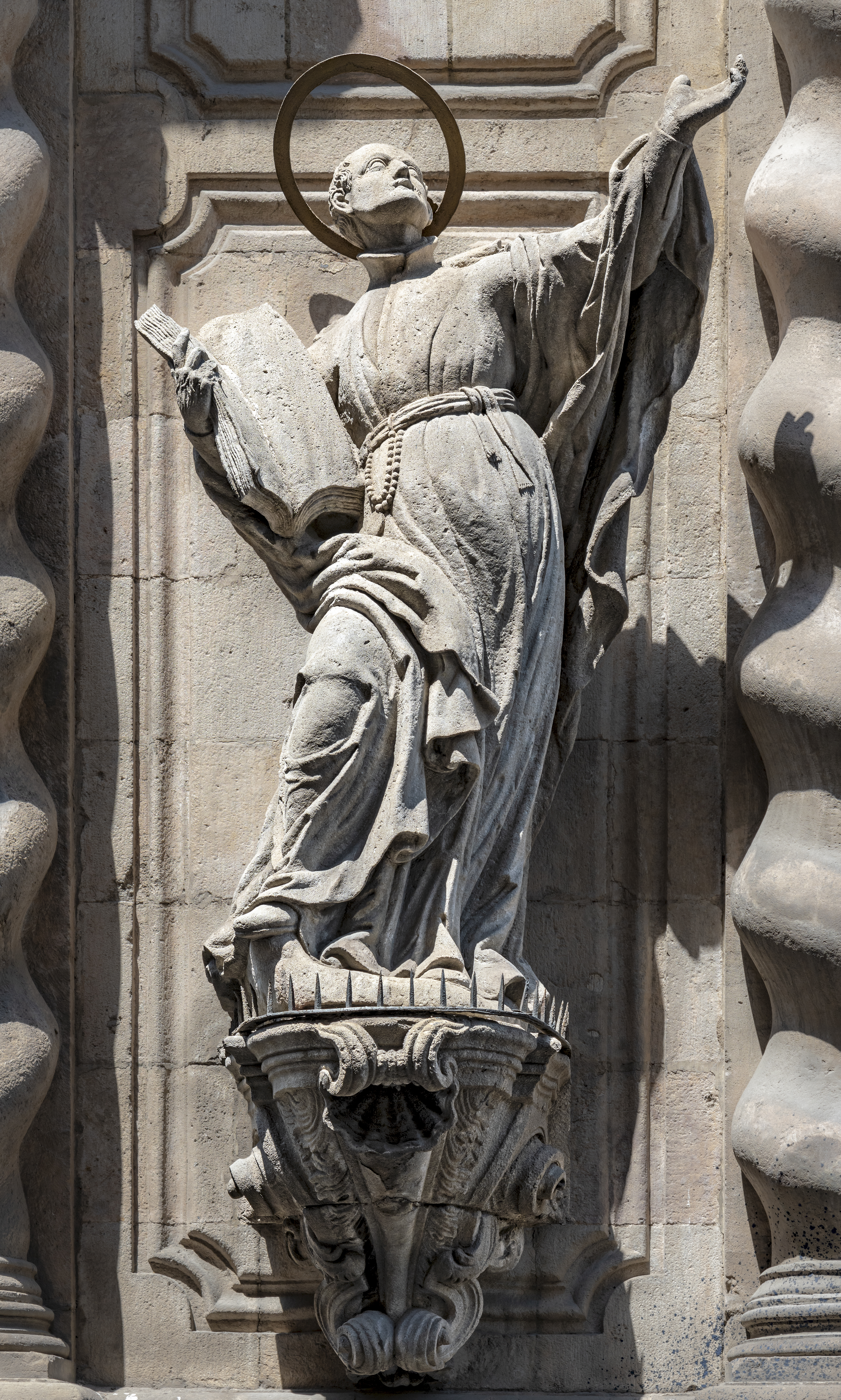
Sant Ignasi de Loiola, escultura d'Andreu Sala a Barcelona,(Església de Betlem)
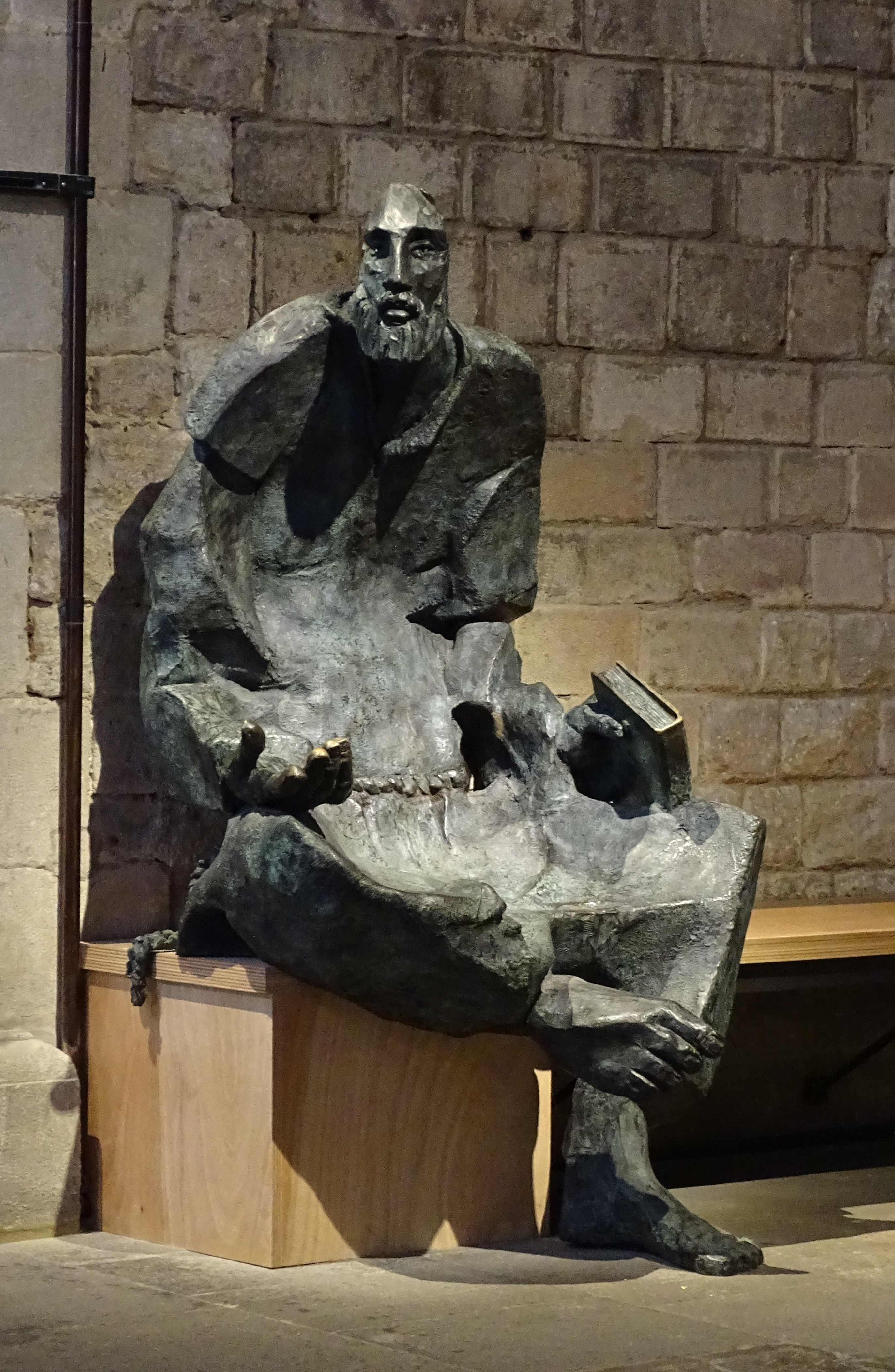
Estàtua a Santa Maria del Mar, situada a l'altar lateral on seia a escoltar missa i demanar almoina
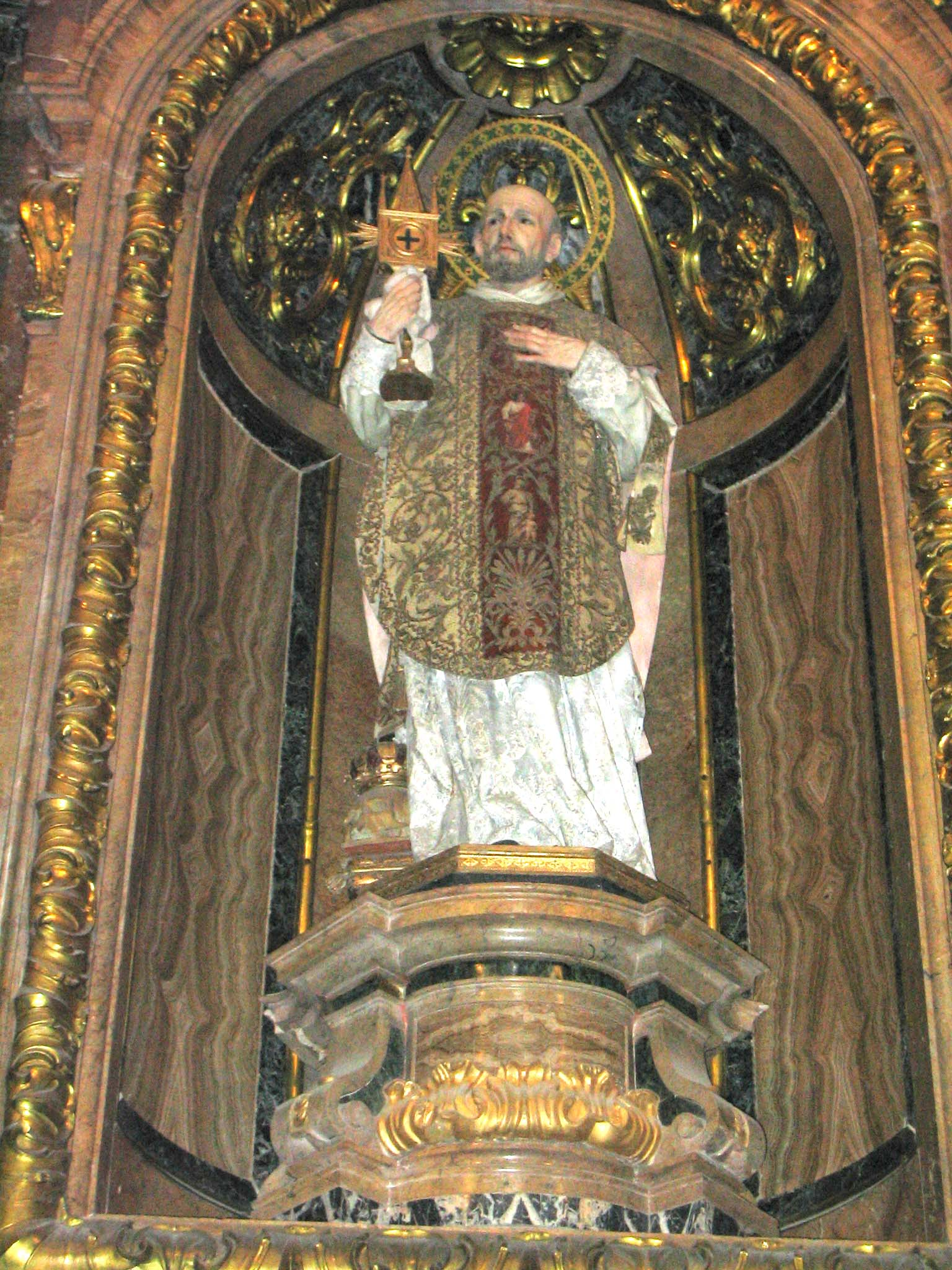
Talla al Santuari de Loiola